# Хора Свате Катержини
Хора Свате Катержини (чеш. Hora Svaté Kateřiny) град је у Чешкој Републици. Град се налази у управној јединици Устечки крај, у оквиру којег припада округу Мост.

## Становништво
Према подацима о броју становника из 2014. године град је имао 441 становника.